# Thijs Van der Linden
Thijs Van der Linden (Aalst, 1983) is een kunstenaar uit België, die in Leeuwergem (Zottegem) woont. Hij richt zich als conservateur des arbres belges in zijn werk specifiek op bomen en hun betekenis in de samenleving. 
Thijs Van der Linden maakt tekeningen, collages, grafisch werk, sculpturen, installaties en monumentaal werk, onder andere in Ronse, Maarkedal, Zottegem. Van der Linden stelde al tentoon in Zottegem, Gent, Kortrijk, Ronse, Zwalm. In 2013 ontwierp hij een nieuw grafmonument voor August De Rouck.  In 2018 verwerkte Van der Linden de Drievuldigheidsboom uit Kerkem voor een werk in de Verbeke Foundation. In 2020 stelde hij tentoon in het Museum Dr. Guislain en verwerkte hij de omgewaaide marilandicapopulier aan de Vollander tot een wensboom op de Sanitary. In 2024 bouwde hij een werk aan de Drappendries in Maarkedal voor het Z+-project. In 2025 creëerde Van der Linden een 'Drielindenkapel met Vleermuizen-Dormitorium' aan het Snijdreefken (dreef rond het Kasteel van Leeuwergem) voor vzw Helder Water (Molenwaterparkje). In 2025 plaatste hij een sculptuur "De Zwarte Flesch" aan de Dender in Ninove.

Thijs' broer is kunstenaar Klaas Van der Linden.